# لورانس إي نيكوست
لورنس أي. نيكوست (من مواليد 1939) هو عالم الكواكب الأمريكية للإدارة الوطنية للملاحة الجوية والفضاء . ومن المعروف عن مساهماته في معرفة الكرونومتر من المواد الكوكبية ، والتي كانت مهمة في فهم جداول زمنية للترابط والتمييز ، والتأثيرات على الهيئات الأم النيزكية . كما يسجل له NASA سيرة المساهمات في دراسة الغازات النبيلة في النيازك الحديدية والعينات القمرية العمر الإشعاعي التعارف و جيوكيمياء النظائر من القمر، المريخ، وعينات نيزكي، وتطبيق أساليب النظائر المستقرة لالبحوث الطبية الحيوية . وقد شغل منصب محرر مشارك في مؤتمر علوم الكواكب القمرية و Geochimica et Cosmochimica Acta .
تلقى نيكوست على BA في الفيزياء والرياضيات من كلية ماك ألستر في عام 1961، وهو MS و الدكتوراه في الفيزياء من جامعة مينيسوتا في 1963 و 1969 على التوالي. 6625 نيكويست (1981 EX41) ، وهو كويكب حزام رئيسي اكتشفت في عام 1981 ، يدعى له.